# 朱百年
朱百年（しゅ はくねん、368年 - 454年）は、東晋から南朝宋にかけての隠者。本貫は会稽郡山陰県。

## 経歴
揚州主簿の朱濤の子として生まれた。父を亡くして喪が明けると、妻の孔氏を連れて会稽の南山に入り、木こりやクマザサ採りを生業とした。切り出した木や笹の葉を道端に置いていたため、道行く人がこれを取っていった。ところが、翌朝にまた同じように置いてあったため、人はこれを怪しんだ。百年が売るために積んでおいたことを知ると、その人は心にとがめるところがあって、銭を置いて木と笹を取って去った。百年は飲酒を好み、あるとき妻のために山陰県で綾絹を買ったが、酒に酔って失くしてしまったことがあった。理趣を述べることを得意とし、ときとして詩を詠み、それは往々にして高言壮語と変わった。会稽郡が功曹として招き、揚州が従事として召すべく秀才に挙げたが、百年はいずれも就任しなかった。人づきあいを避けたが、ひとり同郷の孔覬とだけは仲が良く、ふたりで酒を酌み交わした。
百年は太子舎人に任じられたが、就任しなかった。顔竣が東揚州刺史となると、穀物500斛を供与しようとしたが、百年は受け取らなかった。孝建元年（454年）、山中で死去した。享年は87。文集2巻が編纂されて、当時に通行した。
蔡興宗が会稽郡太守となると、百年の妻に米100斛を供与しようとしたが、百年の妻は婢に郡の役所を訪れさせて固辞し、当時の人は梁鴻の妻にたとえて、そのふるまいを讃えた。

## 伝記資料
- 『宋書』巻93 列伝第53
- 『南史』巻75 列伝第65